# Бузу Чавис
Уилсон Энтони «Бузу» Чавис (англ. Wilson Anthony «Boozoo» Chavis, также известный под прозвищем «Креольский ковбой» (англ. «The Creole Cowboy»; 23 октября 1930 года, Лейк-Чарльз, Луизиана, США — 5 мая 2001 года, Остин, Техас, США) — американский музыкант, аккордеонист, вокалист, композитор. Номинант Blues Music Awards в номинациях «Альбом традиционного блюза» (1989), «Блюзовый инструменталист — иной» (2002). Называется «одним из отцов зайдеко». «В то время как Шенье приписывают выпуск первого альбома зайдеко, Чавис спел первый хит зайдеко „Paper in My Shoe“ в 1954 году».

## Биография
Уилсон Энтони Чавис родился в семье Артура и Марселин Чавис в креольском поселении под названием Пье-де-Чьенс (Собачий холм) близ Лейк-Чарльза, штат Луизиана в семье фермеров-арендаторов и в детстве получил прозвище «Бузу», происхождение которого неизвестно. Воспитанный в креольской культуре сельской Луизианы, Чавис утверждал, что в его жилах течет кровь чероки, и считал себя «французом». Его отец, некоторые дяди и кузены играли на аккордеоне, его двоюродным дедушкой был Сидни Бабино, популярный аккордеонист. До того, как начать играть на аккордеоне, Бузу Чавис играл на стиральной доске и губной гармошке, а также получил от отца уроки игры на мандолине. Существуют разные мнения о том, когда и как Чавис получил свой первый аккордеон. В статье журнала Living Blues говорится, что в возрасте 9 лет он обменял маленькую верховую лошадь на свой первый аккордеон, маленькую однорядную модель, и сам научился играть. В статье в OffBeat Magazine утверждается, что Чавис купил свой первый аккордеон на деньги, заработанные на скачках, когда он был подростком; аналогично, Sing Out! утверждает, что он купил аккордеон в 13 лет на выигрыши в ставках на скачках. Так или иначе, когда Бузу Чавис приобрёл свой первый аккордеон (в американской традиции называемый диатонический кнопочный аккордеон, в русской традиции «гармошка»), он вскоре начал регулярно выступать в танцевальном клубе, который открыла его мать, часто играя с Клифтоном Шенье, его отцом Моррисом Шенье и братом Кливлендом Шенье. Чавис также играл музыку в качестве подработки на домашних танцах по выходным и вечерам, работая днём работал фермером, жокеем и тренером лошадей. Тогда он играл в так называемом традиционном танцевальном стиле la-la (произошло от французского la las, в переводе «усыплять», потому что родители должны были усыпить своих детей, прежде чем они могли танцевать).
Чавис, при поддержке ритм-н-блюзовой группой Classie Ballou’s Tempo Kings, сделал свою первую запись в 1955 году. «Paper in My Shoe» была выпущена на лейбле Folk-Star, дочерней компании Goldband, а затем переиздана Imperial Records. Эта запись была одной из первых коммерчески выпущенных песен зайдеко и региональным хитом, и впоследствии была признана стандартом зайдеко. Чавис был убежден, что запись была более успешной, чем утверждали звукозаписывающие компании, позже он сказал: «Меня обманули с моей записью. Иногда я расстраиваюсь. Я люблю играть, но, когда я думаю о 1955 году… Они украли мою запись. Они сказали, что было продано всего 150 000 копий. Но мой кузен, который жил в Бостоне, проверил. Было продано более миллиона копий. У меня должен был быть золотой диск». В результате Чавис потерял доверие к музыкальному бизнесу, и за следующие тридцать лет выпустил только три сингла: «Forty-One Days» (Folk-Star, 1955), «Hamburgers & Popcorn» (Goldband, 1965) и «Mama! Can I Come Home». Отсутствие записей повлияло на популярность выступлений и Бузу Чавис редко выступал в 1960-х и 1970-х годах, за исключением дружеских и семейных мероприятий, посвящая большую часть своего времени фермерству и разведению скаковых лошадей
К началу 1980-х годов зайдеко начал получать признание за пределами Луизианы в Соединенных Штатах, а также приобрел популярность в Европе благодаря популярности таких артистов, как Клифтон Шенье и Бакуит Зайдеко. В это время Чавис мало зарабатывал на фермерстве и скачках и выступая на случайных домашних вечеринках или танцах. Семья поощряла его возобновить карьеру, и он к ней вернулся в 1984 году обнаружив что другой музыкант выдает себя за него. Чавис выступил на первом фестивале зайдеко в Юго-Западной Луизиане, затем на престижном фестивале в Нью-Орлеане и затем подписал пятилетний контракт с лейблом Maison de Soul и выпустил локально успешный сингл «Dog Hill» (на лейбле ZBC) и четыре альбома: Louisiana Zydeco Music (1986), Boozoo Zydeco! (1987), Zydeco Homebrew (1989) и Zydeco Trail Ride (1990). Кроме того, Rounder Records выпустила концертный альбом Zydeco Live!, номинированный на Blues Music Award в номинации «Альбом традиционного блюза»  в 1989 году и сборник его записей 1950-х годов, The Lake Charles Atomic Bomb , в 1990 году. Он также записал два альбома для Sonet Records в начале 1990-х годов. В этот период времени многие из его песен также появились на сборниках, выпущенных лейблами как в США, так и в Европе, в которых участвовали многие из самых известных исполнителей зайдеко. В 1990-е годах, преодолев свой страх перед полётами на самолёте, Чавис много гастролировал со своей группой Magic Sounds (также известной как Majic Sounds) и был коронован как «Король зайдеко» в Новом Орлеане в 1993 году после смерти Клифтона Шенье. В 1998 году был введён в Зал славы зайдеко. В 2000 году стал лауреатом награды River Roads Award. В 2001 году получил награду National Heritage Fellowship, присуждаемую Национальным фондом искусств США, высшую награду, присуждаемую правительством США за заслуги в области народного искусства — став редким артистом, получившем премию после смерти.  
За время карьеры Чавис стал плодовитым автором песен в стиле зайдеко. Тематика его песен нередко была деревенской и ещё чаще — не совсем пристойной. Его альбом 1999 года Who Stole My Monkey? за песни «Uncle Bud» и «Deacon Jones» получил рейтинг X и родительскую наклейку, ставшей первой для записи в стиле зайдеко. Музыкально творчество Чависа было более «сельским» с меньшим количеством инструментов и более повторяющимися (но непредсказуемыми и энергичными) композициями по сравнению с «городским» зайдеко, разработанным и популяризированным Клифтоном Шенье, которое отличалось широким инструментальным составом, подготовленными композициями и влиянием соула и рока. Стиль музыканта, использующего диатонический кнопочный, а не хроматический фортепианный аккордеон, был более традиционным, чем у Шенье. Он играл, переходя между одно-, двух- и трехрядными аккордеонами в «перекрёстной позиции» и в относительно минорных тональностях, чтобы добиться блюзового звучания на диатонических инструментах. На сцене музыкант обычно носил фартук, чтобы его пот не повредил его аккордеон, и белую шляпу Стетсон, за что получил прозвище «Креольский ковбой»
Умер 5 мая 2001 года после инфаркта, случившегося с ним во время выступления в Остине неделей ранее. Оставил после себя жену, шестерых детей, 21 внука и много правнуков. Двое из его сыновей участвовали в выступлениях его группы Magic Sounds вместе с отцом. После смерти Бузу Чависа его сын Чарльз взял на себя роль руководителя Magic Sounds, но умер от сердечного приступа в возрасте 45 лет через восемь месяцев после смерти отца. Другой сын, Пончо, продолжил деятельность группы, которая выступала до 2008 года. В 2005 году пятеро внуков Бузу Чависа основали группу под названием The Dog Hill Stompers. Они выпустили свой дебютный альбом Keeping the Tradition в 2007 году, а также впервые выступили на фестивале Boozoo's Labor Day (организованный Бузу Чависом и после его смерти получивший его имя) в 2007 году. Dog Hill Stompers продолжают играть в клубах и на фестивалях в Луизиане, а также по всем Соединенным Штатам.
«Чавис сочетал драйвовые ритмичные мелодии с остроумными текстами, чтобы развлекать и заряжать энергией публику, которая часто проезжала мили, чтобы послушать и потанцевать под его музыку».
«Хотя Бузу в первую очередь известен как исполнитель зайдеко, его влияние на блюз неоспоримо. Его слияние зайдеко с элементами блюза помогло преодолеть разрыв между этими двумя разными, но связанными музыкальными традициями. Инновационный подход Бузу к аккордеону и включение в него текстов и мелодий, вдохновленных блюзом, расширили сферу применения зайдеко, открыв его новой аудитории». 
Майкл Тиссеран в своей аннотации к книге Who Stole My Monkey? сказал, что: «Сегодня существует две школы зайдеко, и в значительной степени они происходят от этих двух людей [Шенье и Чависа]. Такие исполнители, как Натан и Zydeco Cha Cha’s, признают влияние Шенье на свою музыку с использованием аккордеона с фортепианными клавишам, в то время как исполнители на кнопочных инструментах, такие как Бо Жок, открыто отдают должное Чавису. В то время как переселенец из Хьюстона Шенье включил в свою музыку звучание городского блюза, Чавис „остался на ферме“, и его музыка сохраняет грубое, сырое эхо сельских корней музыки».
«К 1990-м годам его стиль сельского зайдеко, основанный на диатоническом аккордеоне и сценическом платье с ковбойской одеждой, вытеснил городской стиль. На это было несколько причин, включая личность Чависа, но главное что диатонический аккордеон легко поддавался ритму, который хотели получить молодые артисты, смешивая хип-хоп и рэп с зайдеко». 

## Дискография

### Альбомы
| Название                                                    | Лейбл            | Номер по каталогу | Год  |
| ----------------------------------------------------------- | ---------------- | ----------------- | ---- |
| Louisiana Zydeco Music                                      | Maison de Soul   | MdS-1017          | 1986 |
| Boozoo Zydeco                                               | Maison de Soul   | LP-1021           | 1987 |
| Paper In My Shoe                                            | Ace Records      | CHD 214           | 1987 |
| Zydeco Homebrew                                             | Maison de Soul   | LP-1028           | 1989 |
| The Lake Charles Atomic Bomb (Original Goldband Recordings) | Rounder Records  | CD 2097           | 1990 |
| Zydeco Trail Ride                                           | Maison de Soul   | MdS 1034-2        | 1990 |
| Boozoo Chavis                                               | Elektra Nonesuch | 9 61146-2         | 1991 |
| Boozoo’s Breakdown                                          | Sonet Records    | SNTCD 1042        | 1991 |
| Zydeco Hee Haw                                              | Sonet            | SNTCD 1043        | 1991 |
| Boozoo, That’s Who                                          | Rounder Select   | ROUCD 2126        | 1993 |
| Live! At the Habibi Temple, Lake Charles, Louisiana         | Rounder Select   | ROUCD 2130        | 1994 |
| Hey Do Right!                                               | Clifford Antone  | 74707             | 1996 |
| Who Stole My Monkey?                                        | Rounder          | 11661 2156-2      | 1999 |
| Johnnie Billy Goat                                          | Rounder          | RRCD 11594        | 2000 |
| Down Home on Dog Hill                                       | Rounder          | 11661-2166-2      | 2001 |
| Festival Stage 1989: Festival Acadiens et Créoles           | Valcour Records  | VAL-CD-0022       | 2013 |

### Синглы
| Название песен                                      | С альбома              | Лейбл            | Номер по каталогу | Год   | Примечания  |
| --------------------------------------------------- | ---------------------- | ---------------- | ----------------- | ----- | ----------- |
| «Boozoo Stomp» / «Paper In My Shoe»                 | неальбомный            | Folk-Star        | GF-1197           | 1955  | 10", 78 RPM |
| «Deacon Jones» / «La. Women Love Uncle Bud»         | неальбомный            | Kom-A-Day        | 45-304            | 1987  | 7", 45 RPM  |
| «Hamburger’s & Popcorn» / «Tee Black»               | неальбомный            | Goldband Records | G-1161            | ?     | 7", 45 RPM  |
| «Make Up Your Mind» / «Dancin' The Sassy One-Step»  | Boozoo Zydeco          | Maison de Soul   | 45-1044           | 1987? | 7", 45 RPM  |
| «Monkey And The Baboon» / «Boozoo’s Blue Balls Rap» | неальбомный            | Kom-A-Day        | 45-306            | ?     | 7", 45 RPM  |
| «Paper In My Shoe» / «Boozoo Stomp»                 | неальбомный            | Imperial         | 5374              | 1955  | 10", 78 RPM |
| «Paper In My Shoe» / «Leona Had A Party»            | Louisiana Zydeco Music | Maison de Soul   | 45-1036           | 1986  | 7", 45 RPM  |